# Oligodon erythrorhachis
Oligodon erythrorhachis är en ormart som beskrevs av Frank Wall 1910. Oligodon erythrorhachis ingår i släktet Oligodon och familjen snokar. IUCN kategoriserar arten globalt som otillräckligt studerad. Inga underarter finns listade i Catalogue of Life. Arten lever i delstaten Arunachal Pradesh i norra Indien.